# Gavdos

Lägeskarta, Gavdos söder om Kreta.

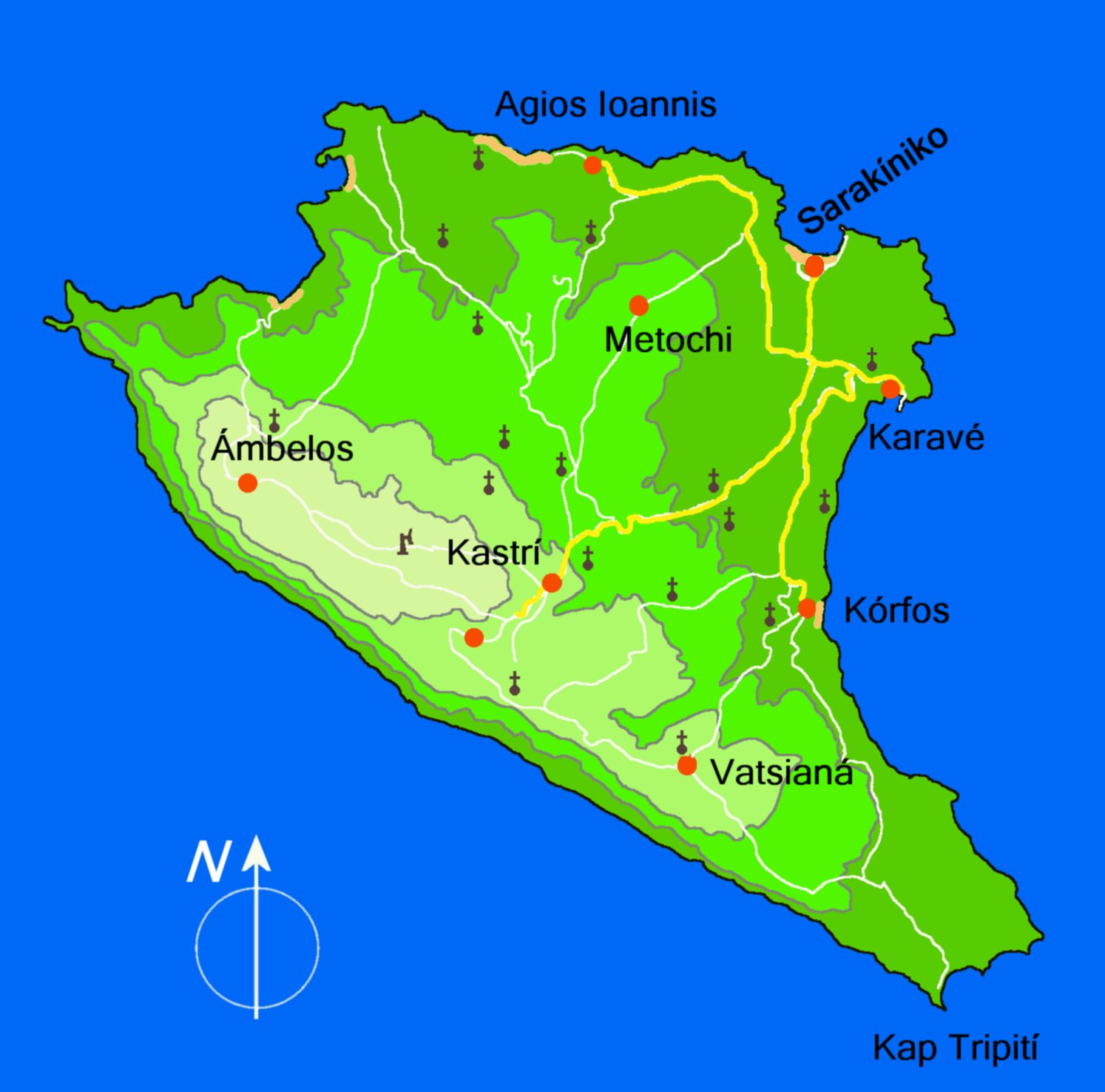
Gavdos

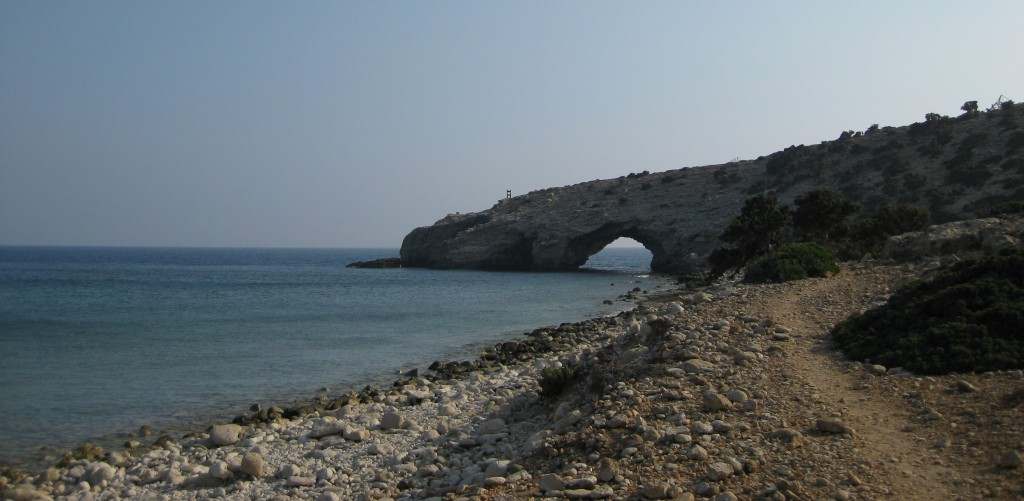
Gavdos sydligaste udde Kap Tripiti

Gavdos (grekiska Γαύδος, Gávdhos) är en liten ö utanför grekiska ön Kreta i Medelhavet. Ön är den sydligaste punkten i världsdelen Europa och är en av världens yttersta platser. Den sydligaste punkten på Europas fastland är Punta de Tarifa i Spanien.

## Geografi
Gavdos ligger cirka 36 km söder om Kreta i området Libyska havet och cirka 50 km söder om kommunens huvudort Chóra Sfakíon. Gavdos är av vulkaniskt ursprung.
Området har en yta på cirka 27 km² med cirka 150 bofasta invånare varav de flesta bor i huvudorten Kastri på öns södra del. Även ön Nisída Gavdopoúla nordväst om Gavdos tillhör området.
Öns sydligaste punkt är udden Kap Tripiti och den högsta höjden är berget Vardia med cirka 348 meter över havet.
Förvaltningsmässigt utgör ön en del av kommunen Dimos Kantanos-Selino i prefekturen Nomós Chaniás.

## Historia
Gavdos har varit bebott sedan neolitikum. Under det Bysantinska riket hade ön en befolkning om ca 8 000 invånare. Åren 1665 till 1895 tillhörde ön det Osmanska riket. Under 1930-talet användes Gavdos som exil för misstänkta kommunister.